# Literatura àrab

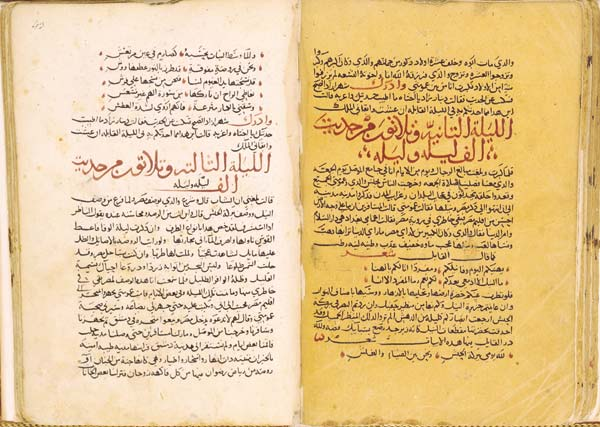
Exemplar d'un dels manuscrits més antics de Les mil i una nits (segle XIV)

La literatura àrab (àrab: الأدب العربي, al-adab al-ʿarabī) és el conjunt de textos literaris escrits en llengua àrab; no és habitual, per tant, incloure les obres que estan escrites usant l'alfabet àrab però no l'idioma, com és el cas de la literatura persa i de la literatura en llengua urdú. La paraula àrab usada per a literatura és àdab (أدب, adab), que deriva d'un verb, àduba, que significa ‘ser ben educat, cortès, civilitzat’.
La literatura àrab va emergir al segle vi i de dates anteriors només se'n conserven alguns fragments. L'Alcorà (escrit de manera definitiva entre 644-655) és la principal font literària de la cultura àrab i de la seva literatura. La tradició explica que el califa Alí ibn Abi-Tàlib, després de llegir un Alcorà amb errors, va instar Abu-l-Àswad ad-Dualí a escriure una obra en la qual es codifiqués la gramàtica de l'àrab. Al-Khalil ibn Àhmad, més endavant, escriuria Kitab al-ayn, el primer diccionari d'àrab, juntament amb obres sobre prosòdia i música, i el seu deixeble, Sibawayh, produiria l'obra més respectada de gramàtica àrab, coneguda simplement com Al-kitab, El llibre.
A les darreries del segle vii, el califa Abd-al-Màlik ibn Marwan va fer de l'àrab la llengua oficial de l'administració del nou imperi; arran d'això, la literatura va desenclavar-se de la península Aràbiga i es va desenvolupar per totes les terres on s'estenia l'islam, on l'àrab va esdevenir llengua de prestigi. Es va obrir així l'ampli camp de la literatura àrab clàssica, que va gaudir d'una gran profusió de gèneres i autors.

## Literatura preislàmica

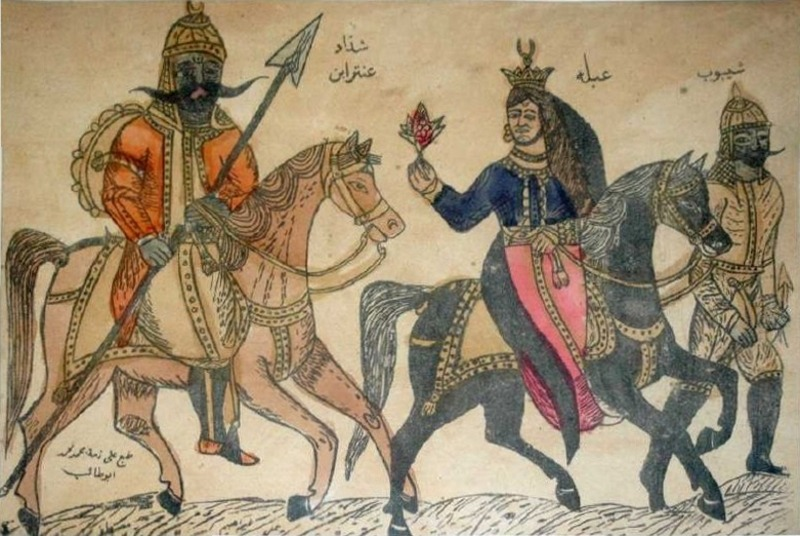
Il·lustració representant l'heroi preislàmic Àntar ibn Xaddad i la seva estimada Abla

El període anterior a l'escriptura de l'Alcorà i a l'auge de l'islam és conegut entre els musulmans com a Jahiliyya (الجاهلية, al-Jāhiliyya), o «període de la ignorància.» Aquest terme es refereix especialment a la ignorància religiosa, però remet també a l'escassa literatura escrita durant aquesta etapa i a una vida social i cultural en general considerada com a poc edificant, pròpia dels «infidels.» Malgrat això, sembla clar que va existir una important literatura de tradició oral, bàsicament poètica i oratòria, la qual va ser aparentment considerable i molt perfeccionada. Tant els poetes (xàïr, ‘coneixedor’) com els oradors (khatib, ‘predicador’) tenien una gran importància i influència en la societat preislàmica. D'aquest període destaquen, entre d'altres, poetes com al-Aixà, Zuhayr ibn Abi-Sulma i Imru-l-Qays ibn Hujr. Altrament, contes com el de Sinbad o el d'Àntar ibn Xaddad, posats per escrit més tard, devien circular sovint a nivell oral en aquesta època.
A finals del segle vi, però, va desenvolupar-se una tradició escrita vigorosa. Aquesta seria compilada dos segles més tard en les col·leccions de poemes titulades Mual·laqat (معلقات, Muʿallaqāt) i Mufaddaliyyat (مفضليات, Mufaḍḍaliyyāt). Aquestes recopilacions, però, tan sols ofereixen una panoràmica parcial d'aquesta tradició, ja que estan configurades com a antologies i, probablement, només contenen fragments de poemes més extensos.

## Importància de la religió
La literatura clàssica en àrab va ser essencialment una literatura religiosa i erudita. Encara més que en el cristianisme occidental, el llibre sagrat, l'Alcorà, va emergir com l'epítom de la bellesa de la llengua. Com a tal, és l'obra més notable i més venerada d'aquesta literatura.

### L'Alcorà

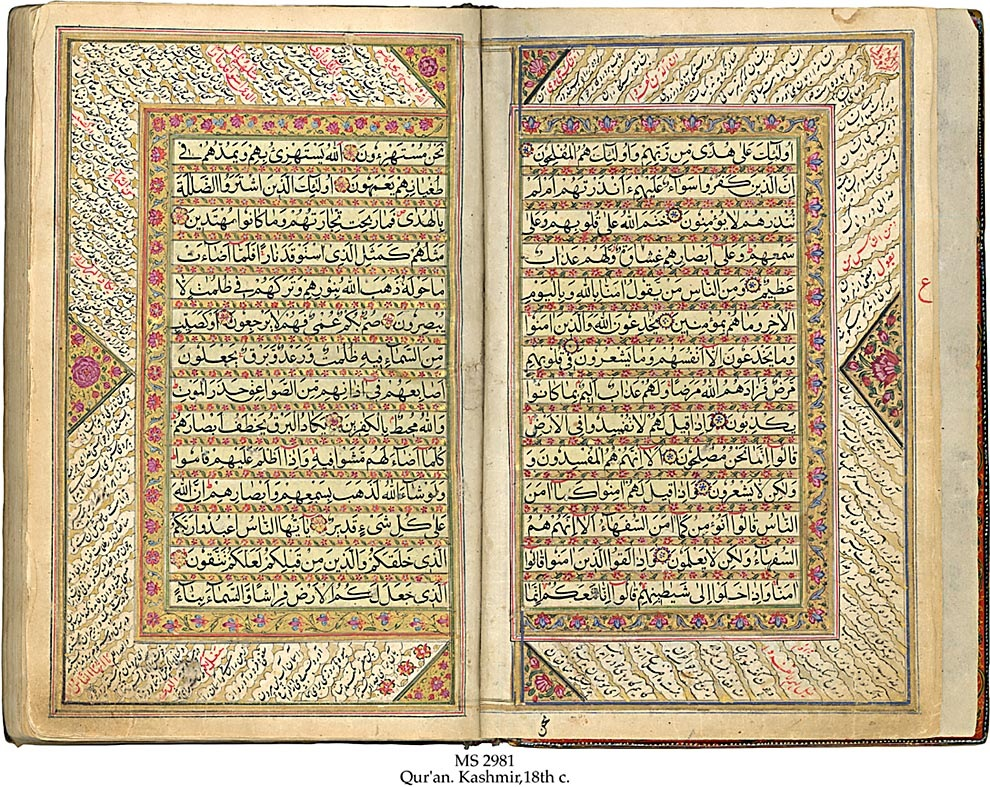
Manuscrit de l'Alcorà del segle XVIII

L'Alcorà va tenir una influència capital pel que fa a la llengua: l'àrab alcorànic és considerat com l'àrab clàssic i, encara que l'àrab modern se n'hagi allunyat lleugerament, continua sent considerat el model lingüístic per antonomàsia. A més, és la font de moltes idees, al·lusions i cites i el seu missatge moral va conformar moltes obres ulteriors.
El llibre sagrat no solament és la primera obra amb una extensió significativa en què es fa servir l'àrab, sinó que també suposa un enriquiment estructural respecte a les primitives mostres de literatura en aquesta llengua. Les seves 114 sures o capítols, compostes de 6.236 aleies o versicles, contenen doctrina jurídica, narracions, homilies, paràboles, interpel·lacions directes a Déu, instruccions i, fins i tot, comentaris sobre com ha de ser interpretat i llegit el mateix text. Aquest, paradoxalment, és admirat tant per les seves metàfores com per la seva claredat, un tret que és esmentat explícitament en el passatge 16:103.
Encara que conté parts en prosa i en vers, i fins i tot s'aproxima de vegades a la prosa rimada o saj, l'Alcorà és considerat al marge d'aquestes classificacions, ja que es considera que el seu text és una revelació divina, i és vist per la majoria de musulmans com a etern o increat. D'aquesta percepció, en deriva la doctrina de l'ijaz o de la inimitabilitat de l'Alcorà, cosa que implica que ningú pot copiar l'estil de l'obra ni tampoc intentar-ho.

### Els estudis religiosos

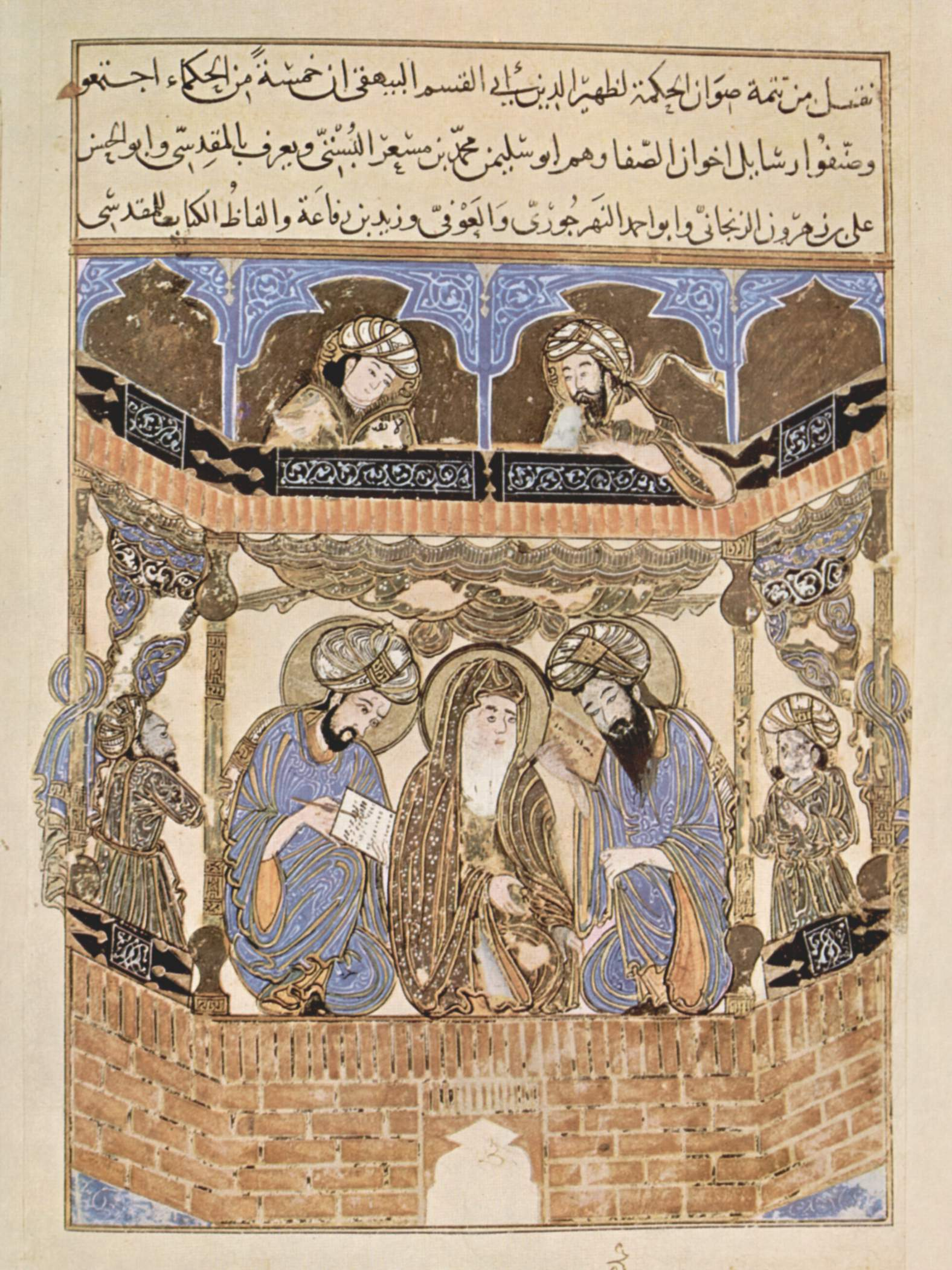
Manuscrit àrab del extret de les Epístoles dels germans de la Puresa

Els hadits o relats sobre el que el profeta Muhàmmad va dir o va fer, constitueixen una altra font literària important: la investigació sobre la vida del profeta per tal de determinar la legitimitat dels diversos escrits va ser una de les primeres motivacions importants per a aprofundir la llengua. Els hadits que es van considerar com a genuïns van ser compilats en col·leccions anomenades sahihs i les més respectades són les de Múslim ibn al-Hajjaj i Muhàmmad ibn Ismaïl al-Bukharí, conegudes com a Sahih Múslim i Sahih Bukharí. Aquestes recerques també va propiciar la compilació de poesia preislàmica, ja que alguns poetes contemporanis del profeta, com Labid, il·lustren amb els seus escrits l'època en què va tenir lloc la revelació alcorànica.
La figura de Muhàmmad també va inspirar les primeres biografies àrabs, conegudes com a As-sira an-nabawiyya; la primera va ser la de Wahb ibn al-Munàbbih, però Muhàmmad ibn Ishaq va escriure'n la més coneguda. Aquestes obres, alhora que cobrien la vida del profeta, també narraven les batalles i esdeveniments de l'islam primitiu i realitzaven nombroses digressions sobre antigues tradicions bíbliques.
Un altre gènere important sorgit dels estudis alcorànics és el tafsir o exegesi alcorànica, però els escrits relacionats amb la religió també inclouen molts sermons i peces devocionals. Entre les col·leccions cèlebres, cal destacar Nahj al-balagha (El camí de l'eloqüència), recull de dissertacions, missives, testimonis i sentències atribuïdes al califa Alí ibn Abi-Tàlib, reunits en una mateixa obra al segle x.
Les institucions creades originàriament per tal d'aprofundir la religió van ser de gran importància també en l'estudi de molts altres temes. El califa Hixam ibn Abd-al-Màlik (691-743) va afavorir la literatura en donar instruccions als estudiosos perquè traduïssin diferents obres a l'àrab. La primera va ser, probablement, la correspondència d'Aristòtil amb Alexandre el Gran, traduïda per Salm Abu-l-Alà. De l'Extrem Orient, i en un gènere literari molt diferent, Abd-Al·lah ibn al-Muqaffa va traduir les rondalles d'animals del Panchatantra. Va ser a partir d'aquestes traduccions a l'àrab que les obres originals, especialment les de la literatura de l'antiga Grècia, van ser redescobertes a Europa durant l'edat mitjana. El califa al-Mamun (787-833) va fer construir la Bayt al-Hikma o Casa de la Saviesa, a Bagdad, per a la investigació i l'elaboració de traduccions. Bàssora i Kufa també es van convertir en dos altres focus d'intel·lectualitat, entre els quals va existir una forta rivalitat.

## Poesia
Una part molt important de la literatura àrab anterior al segle xx es va presentar en forma de poesia, fins al punt que fins i tot la prosa estava plena de versos solts o es feia en forma de saj (prosa rimada). Això és degut al fet que la poesia, i en part la prosa, era escrita amb l'objecte de ser llegida en veu alta, per la qual cosa es tenia gran cura pel que fa a la sonoritat; en aquest sentit, saj significava, originàriament, el soroll que fa un colom. Un tret important de la poesia àrab, que podria igualment ser aplicat a tota la literatura en aquesta llengua, és la idea que havia de ser agradable sentida a cau d'orella.
Com que aquesta poesia recitada ja era molt estesa durant el període preislàmic i els poetes eren molt respectats i influents, en un principi, Muhàmmad va malfiar-se'n, considerant-los com a rivals; en l'Alcorà es diu: "I quant als poetes, aquells que s'equivoquen els segueixen" (sura 26:224). A causa d'això, fins al segle viii va haver-hi pocs poetes destacats, tot i que quan la nova religió va estar més consolidada, el mateix Muhàmmad va recórrer als poetes conversos per a fer-la conèixer. D'aquest període, cal esmentar el sahabí Hassan ibn Thàbit (conegut com el poeta del profeta), que va escriure elogis sobre Muhàmmad i la nova religió i és considerat el primer gran poeta islàmic. Igualment, s'atribueix un recull de poemes al mateix califa Alí ibn Abi-Tàlib, tot i que se'l sol considerar apòcrif.
Els reculls d'obres poètiques s'anomenen divans, veu que significa 'arxiu' o 'registre', recordant la missió dels poetes en l'època preislàmica. La forma estròfica antiga era la cassida, model que va perdurar en la poesia clàssica posterior. Durant el període omeia (661-750), es van fer sentir noves influències provinents de les cultures persa i mesopotàmica, reflectides per poetes com al-Àkhtal, Jarir ibn Àtiya i al-Fàrazdaq. A principis del període abbàssida, florí un nou tipus de poesia dit "modernista", en què es va abandonar la cassida i es va utilitzar un nou tipus de rima, la qita. Autors destacats d'aquest corrent van ser Baixxar ibn Burd, Abu-Nuwàs, Abu-l-Atàhiya, Ibn ar-Rumí, Ibn al-Mútazz, Múslim ibn al-Hajjaj i as-Sanawbarí. A finals del segle ix, però, va produir-se un retorn al classicisme amb autors com al-Mutanabbí i Abu-Firàs al-Hamdaní.
Els temes tractats van des d'exaltats himnes de lloança a amargs atacs personals, i d'idees religioses i filosòfiques (amb autors com Abu-l-Alà al-Maarrí) a poemes exaltant l'amor i el vi (un autor representatiu d'aquesta temàtica fou el califa al-Walid ibn Yazid). La sexualitat va ser sovint abordada per la literatura àrab en general; el ghazal, o poema d'amor, té una llarga història en què el sexe apareix tant en el vessant tendre i suggeridor com en un tractament obertament explícit.
Més endavant, la poesia va tenir un paper molt important en el sufisme, en què el poema d'amor va tenir una importància superior, tocant l'aspecte místic i religiós. En destaquen autors com Ibn al-Fàrid.
Abdelkader El Yanabi és un representant de la poesia àrab surrealista del segle xx.

## Prosa

Manuscrit àrab de la Maqamat Al-Hariri مقامات الحريري, anterior al

Durant el primer període abbàssida (pels voltants de 750-1000), la literatura va ser eminentment urbana; l'activitat intel·lectual va ser molt intensa i, gràcies al gran nombre de traduccions, la cultura àrab va rebre una important influència de les cultures persa, siriana i grega. És en aquesta època que sorgeix el corrent modernista de la poesia i que la prosa arriba a un nivell de gran esplendor, amb l'aparició de nombroses antologies, el perfeccionament del gènere àdab, la vulgarització del saj i sobretot amb l'aparició de la maqama.
La prosa va tenir una contribució molt important dels filòlegs de Bàssora (al-Asmaí), Kufa (al-Kisaí) i Bagdad (Ibn Qutayba) i dels antòlegs Abu-l-Faraj al-Isbahaní i Ibn an-Nadim. Aquest darrer va ser un llibreter de Bagdad que, a la fi del segle ix, va compilar una obra crucial per a l'estudi de la literatura àrab: Kitab al-Fíhrist, un catàleg de tots els llibres a la venda a Bagdad, que oferix un panorama molt complet de l'estat de la literatura en aquesta època. També van contribuir a enriquir la prosa tècnica els nombrosos escrits religiosos sobre el hadit, així com els manuals jurídics, teològics i místics, aquests darrers amb exponents com al-Hal·laj.
A partir de l'any 1000, al-Harirí donà a la maqama la seva forma definitiva; abundaren encara els antòlegs (Ibn Raixiq, Ibn as-Sayrafí), els filòlegs (Ibn al-Anbarí, az-Zamakhxarí) i els historiadors (Imad-ad-Din al-Isfahaní, Ibn Khal·likan, Yaqut al-Hamawí, Ibn al-Athir, Ussama ibn Múnqidh). En teologia va sobresortir al-Ghazalí, que va exercir una gran influència a l'Occident i del qual Ramon Llull va traduir el Maqàssid al-falàssifa (Lògica del Gatzel).
Des de mitjan 1200, l'àrab va començar a perdre terreny entre perses i turcs, els quals van fer servir cada cop més els seus idiomes. Va ser una època de compilacions i d'enciclopèdies amb abundància de polígrafs (as-Suyutí), geògrafs (Ibn Battuta) i historiadors com Abu-l-Fidà, as-Safadí, al-Qalqaixandí, al-Maqrizí i Ibn Khaldun. Alhora, van florir els gèneres "populars", amb la plasmació per escrit de novel·les de cavalleria (Sírat Àntar, Sírat al-Battal, Sírat Dhu-l-Himma) i de faules, historietes i col·leccions de contes.

## Gèneres literaris

### Antologies i manuals
Una de les formes literàries més comunes de la primera època abbàssida va ser la compilació o antologia, és a dir, col·leccions monogràfiques de fets, idees, històries instructives i poemes, que cobrien temes tan diversos com «la casa i el jardí», «les dones», «els intrusos», «els cecs», «l'enveja», «els animals» i «l'avarícia» (al-Jàhidh, un reconegut mestre del gènere, va escriure compilacions que duien els tres darrers títols citats). Aquestes col·leccions van ser importants per al nadim, l'assistent d'un cap o noble, que les feia servir per a aconsellar-lo o per tenir-lo informat, així com per a entretenir-lo.
Un tipus d'obres directament relacionades amb les col·leccions van ser els manuals, en què autors com Ibn Qutayba explicaven les normes referents a l'etiqueta, la burocràcia, l'escriptura, etc. Ibn Qutayba també va escriure una de les primeres històries del poble àrab basant-se en relats bíblics, contes populars i, sobretot, en fets històrics.
També es van escriure nombrosos manuals eròtics, com El jardí perfumat, de Muhàmmad an-Nafzawí, Tawq al-hamama (El collar de la coloma) de l'andalusí Ibn Hazm i Núzhat al-albab fi-ma la yújad fi kitab (Plaer dels cors que mai es trobarà en un llibre) d'Àhmad ibn Yússuf at-Tifaixí. Entre aquestes obres, destaca també Ràwdat al-muhibbín wa-núzhat al-muixtaqín (Jardí dels amants i distracció dels desitjosos) d'Ibn Qàyyim al-Jawziyya, en què adverteix com separar l'amor de la luxúria per evitar el pecat.

### Relats biogràfics, històrics i geogràfics

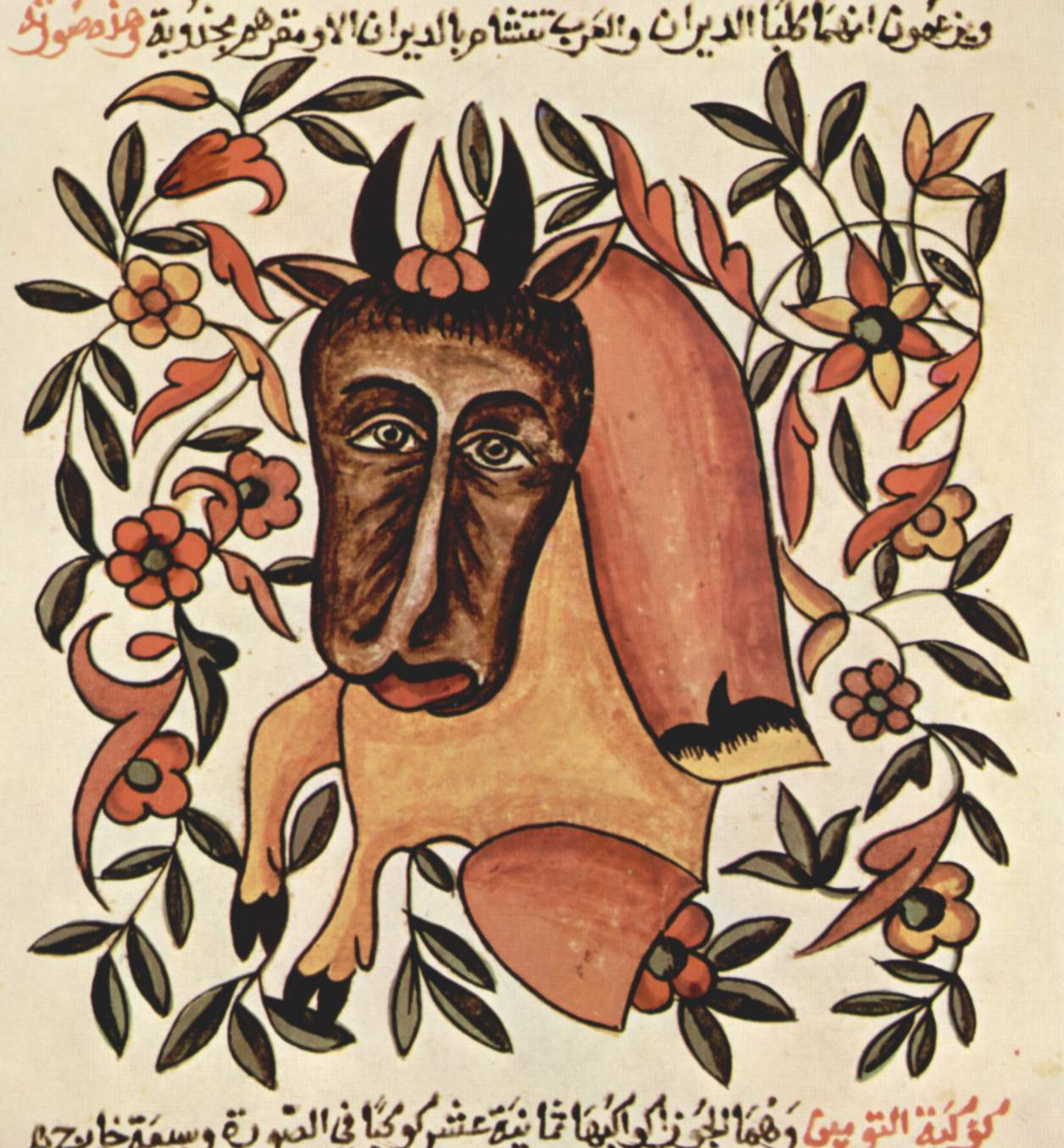
Il·lustració de Les meravelles del món, d'al-Qazwiní

A més de les primeres biografies sobre Muhàmmad, el primer gran biògraf que va privilegiar la descripció del personatge abans que produir simplement un himne de lloança va ser al-Baladhurí amb la seva Kitab ansab al-àixraf (Llibre de la genealogia de la noblesa), una col·lecció de biografies. Un altre diccionari biogràfic important va ser el que va iniciar Ibn Khal·likan i que va ampliar as-Safadí, i una de les primeres autobiografies significatives va ser Kitab al-itibar, que tracta d'Ussama ibn Múnqidh i les seves experiències guerreres en les croades.
Ibn Khurradàdhbih, probablement un funcionari del servei postal, va escriure un dels primers llibres de viatges, gènere que arribaria a ser molt popular en la literatura àrab i seria conegut com a rihla (رحلة). Cal destacar les obres d'Ibn Hàwqal, Ibn Fadlan, al-Istakhrí, al-Muqaddassí, al-Idrissí i, especialment, els famosos viatges d'Ibn Battuta. En la majoria de casos, aquestes obres es presentaven com a informes incloent nombroses dades històriques i geogràfiques; així, van proporcionar una visió panoràmica precisa de les múltiples cultures que componien el món islàmic, mostrant com els musulmans s'havien convertit en una gran potència comercial.
Diversos autors es van concentrar únicament en la història, com al-Yaqubí i at-Tabarí; uns altres, per la seva banda, es van centrar en períodes o aspectes concrets d'aquesta història, com és el cas d'Ibn al-Àzraq al-Fariqí, amb una història de la Meca, i d'Ibn Abi-Tàhir Tayfur, amb una història de Bagdad. L'historiador considerat com el més gran del món àrab és Ibn Khaldun, que fou el primer i l'únic àrab que va conrear la filosofia de la història; en la introducció de la seva obra principal, Muqàddima, se centra en la societat, i constitueix així un text fundacional de la sociologia i l'economia. Al-Maqqarí (mort el 1631) i Khaljí Khalifa (mort el 1657) van ser els darrers grans historiadors àrabs.

### Literatura folklòrica i de ficció
Les històries i contes populars van quedar poc plasmats per escrit: en el món àrab, es feia una gran diferència entre la llengua al-fusha (literària o erudita) i al-ammiyya (comuna o popular), i la majoria d'escriptors preferien no utilitzar aquesta darrera ni ocupar-se d'aquest tipus d'obres, considerant que la literatura no sols havia d'entretenir sinó que havia de tenir un rol formatiu. Així, la literatura folklòrica va perdurar sobretot a nivell oral, gràcies a l'hakawatí o narrador de carrer. No obstant això, fragments d'aquestes històries van ser incloses en obres més erudites (com els contes de Les mil i una nits) i, d'altra banda, algunes de les primeres novel·les de la història de la literatura, entre aquestes les primeres novel·les filosòfiques, van ser escrites per autors àrabs. D'aquesta literatura popular, destaquen les faules (luqmon) i les històries de Johà.

### Lamaqama

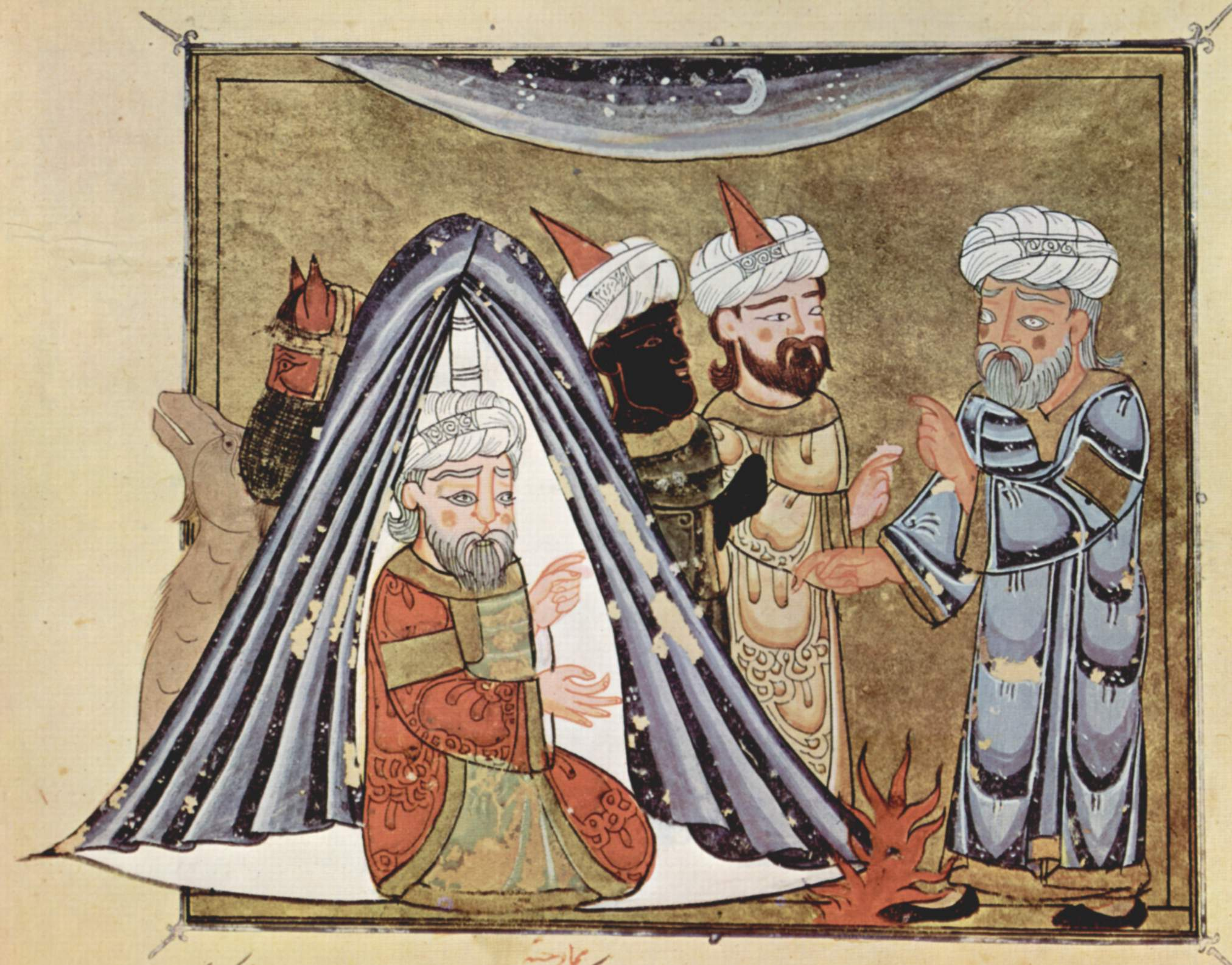
Una il·lustració de la maqamat al-Harirí

El gènere de la maqama (مقامة, maqāma) és una forma de prosa rimada que transcendeix alhora l'oposició entre la prosa i la poesia i entre la no-ficció i la ficció. Consisteix en un conjunt d'anècdotes independents, amb un mateix protagonista, i tracta de manera fictícia vivències de la vida real. Un exemple famós n'és la Maqama de l'almesc, que es presenta com una comparació de les característiques de diferents perfums, però que en realitat és una sàtira política que compara diversos sobirans. Aquest gènere també es caracteritza per l'ús de la doctrina de la badi, que implica l'addició deliberada d'expressions literàries complexes per demostrar la destresa lingüística de l'escriptor.
L'escriptor persa al-Hamadhaní (m. 1008) és considerat el fundador de la maqama i la seva tasca va ser ampliada per al-Harirí, amb la Maqamat al-Harirí, un estudi de la mateixa obra d'al-Hamadhaní.
La maqama va esdevenir un gènere molt popular i va ser un dels pocs que es van continuar utilitzant durant la decadència literària àrab als segles xvii i xviii. Va ser adoptada en les literatures persa, siríaca i hebraica i va arribar a influir la picaresca castellana (com a Vida del escudero Marcos de Obregón, de Vicente Espinel). L'escriptor libanès Khalil Gibran va fer reviure el gènere al segle xx.

## Literatura moderna i contemporània
Es considera que la literatura àrab moderna va començar amb la nahda (نهضة, nahḍa, ‘renaixença’), un moviment de reforma cultural sorgit al segle xix gràcies als contactes que van mantenir els intel·lectuals àrabs amb la cultura occidental. Arran d'aquesta renovació, es va reactivar l'ús de la llengua àrab, però molts dels recursos excessius de la literatura clàssica, que l'havien tornada feixuga i complexa, van ser abandonats pels escriptors moderns, els quals van adoptar certs formats literaris occidentals, com per exemple la novel·la.
Aquest revifament no sols es va fer sentir dins del món àrab, sinó també a fora, amb un gran interès europeu en la traducció d'obres eixides d'aquest àmbit cultural. Si al segle viii les traduccions en àrab de l'antiga literatura grega van contribuir a enriquir aquesta llengua, aquest moviment de traducció a les llengües occidentals del segle xix va aportar igualment noves idees i nous materials a l'àrab. Un dels primers èxits d'aquest corrent va ser l'obra El comte de Montecristo, que després va inspirar una munió de novel·les històriques sobre temes específicament àrabs. Rifa at-Tahtawi i Jabra Ibrahim Jabra van ser dos traductors importants d'aquesta època.

### Expansió a l'exterior d'Orient Pròxim
El 1888 es publicà als Estats Units d'Amèrica per primera vegada una publicació en àrab: la revista Kawkab Amrīka (que significa L'estrella d'Amèrica), editada a Nova York. Entre 1895 i 1900 es van publicar cinc obres en àrab editades al Brasil. Destaquen a Brasil els poetes Safīq Ma'luf, Fawzī Ma'luf, Rasīd Salīm Al-Jurī, i Qaysar Salīm Al-Jurī.

## Les dones àrabs i la seva literatura
La presència de la dona com a escriptora de literatura àrab ha estat continuada des del segle vii amb poetesses com al-Khansà i Layla al-Akhliyya. La seva concentració en el cultiu de la riṯà (elegia) suggereix que aquesta forma va ser designada perquè fos conreada per dones.
D'altra banda, les dones han exercit un important paper com a personatges en la literatura àrab, com es veu reflectit en l'obra Sírat al-amira Dhat-al-Himma, una obra èpica àrab amb una dona guerrera com a protagonista principal, i amb el cas de Xahrazad, narradora d'històries en Les mil i una nits per salvar la seva vida.
La literatura àrab moderna ha donat pas a un gran nombre de dones com May Ziadeh (1886-1941), Fadwa Tuqan (1917-2003), Nazik al-Malaika (1923-2007) i Leila Abouzeid (1950), algunes de les narradores i poetesses més rellevants. Hi ha hagut també un important nombre d'investigadores, com Nawal el-Sa'adawi (1931) i Fàtima Mernissi (1940- 2015) que, entre altres temes, han escrit sobre el lloc de la dona en la societat musulmana col·locant-se alhora al cap del feminisme àrab contemporani tant a l'Orient (Màixriq) com a l'Occident (Magrib).

### Autores del Màixriq
- May Ziade[7] (àrab: مي زيادة, May Ziyāda) (Natzaret, 1886 - el Caire, 1941): prolífica poetessa, assagista i traductora palestino-libanesa cristiana maronita. Pionera del feminisme àrab, contribuí a la modernització de la llengua i pensament àrab del moment, essent una figura central en la Renaixença àrab (la Nahḍa).
- Nazik al-Malaika (àrab: نازك الملائكة, Nāzik al-Malāʾika) (Bagdad, 1923 – el Caire, 2007): fou una poetessa iraquiana, considerada una de les més influents poetesses contemporànies del país. Se la reconeix per ser la primera poeta en àrab en utilitzar el vers lliure en lloc de la rima clàssica.

### Autores del Magrib
- Fàtima Mernissi[8] (àrab: فاطمة مرنيسي, Fāṭima Marnīsī) (Fes, 1940 - Rabat, 2015): historiadora, assagista, doctora en sociologia i professora a la Universitat Mohamed V de Rabat, va destacar per la seva defensa dels drets de la dona i per ser una autoritat mundial en l'anàlisi de l'Alcorà. Va mostrar al llarg de tota la seva vida un ferri compromís amb canviar la imatge de la dona a l'islam, i va ser a partir d'aquest ideal que va conciliar per primera vegada - sempre dins del rigor acadèmic - els punts de vista del feminisme laic i el feminisme musulmà.
- Leila Abouzeid (àrab: ليلة أبو زيد, Layla Abū Zayd) (El Ksiba, 1950): autora marroquina defensora dels drets de la dona. Conrea la novel·la, la literatura de viatges, el gènere biogràfic i autobiogràfic, així com el relat breu tot i que es dedica també a la traducció. Els temes tractats per l'autora són el triomf de la dona pel que fa a una situació d'arrest físic real o psicològic emocional, sobretot en el tema de "talaq" (divorci), el xoc cultural i la recerca identitària, la denúncia de la impunitat del règim polític establert i les reivindicacions socials.